# عشر آلافي الأضلاع
في الهندسة الرياضية، عشر آلافي الأضلاع (بالإنجليزية: Myriagon) هو مضلع له عشرة آلاف (10.000) ضلع. في العشر آلافي المنتظم يكون قياس الزاوية الداخلية 179.964 درجة.
تحسب مساحة عشر آلافي المنتظم عندما يكون طول الضلع t بالعلاقة:
{\displaystyle A=2500t^{2}\cot {\frac {\pi }{10000}}\simeq 506605918.2075t^{2}}